# Fortissimo (Laura Bono)
Il 15 novembre 2013 Laura Bono torna con questo singolo, cover di Fortissimo, successo di Rita Pavone degli anni '60, che lancia l'uscita dell'album discografico Segreto.
Durante un'intervista la cantante ha dichiarato Fortissimo è come mi batte il cuore quando ascolto questa canzone. Fortissimo è la canzone che avrei voluto scrivere.
Esce anche un videoclip del brano, presentato sul canale Tgcom e sulla piattaforma Vevo.

## Classifiche
| Classifica (2013) | Posizione massima |
| ----------------- | ----------------- |
| Italia            | 17                |